# Zaó (sopka)
Zaó je komplexní vulkán, nacházející se v severní části ostrova Honšú. Komplex je tvořen několika stratovulkány, západní skupinu (Niši-Zaó) tvoří starší vulkán Rjuzan, jižní skupinu (Minami-Zaó) tvoří Bjobu a Fubo. Centrální zónu (Cuo Zaó) tvoří samotný stratovulkán Zaó. V podloží se nacházejí převážně granitové horniny.
Komplex je aktivní od pleistocénu, během vývoje došlo k několika destrukčním erupcím. V aktivním kráteru se nachází jezírko se zelenou, silně kyselou vodou (pH až 1,3). Erupce komplexu jsou zaznamenány od 8. století, k poslední došlo v roce 1940. V okolí kráteru se nacházejí i četné fumaroly.